# Маріос Антоніадіс
Маріос Антоніадіс (грец. Μάριος Αντωνιάδης; нар. 14 травня 1990, Нікосія, Кіпр) — кіпрський футболіст, фланговий захисник клубу «Анортосіс» та національної збірної Кіпру.

## Клубна кар'єра
Маріос Антоніадіс починав футбольну кар'єру у клубі АПОЕЛ з рідної Нікосії. У травні 2008 року він дебютував у першій команді. Наступний свій матч у чемпіонату кіпру Антоніадіс зіграв лише через рік. У складі клубу Маріос шість разів ставав чемпіоном Кіпру, тричі вигравав національний кубок. Також разом з АПОЕЛом Антоніадіс брав участь у матчах групового раунду Ліги чемпіонів восени 2014 року.
У 2016 році він відправився до Греції, де провів один сезон у клубі «Паніоніос».
Потім футболіст повернувся до Кіпру і приєднався до клубу АЕК з Ларнаки. З яким також зумів виграти Кубок країни.
Влітку 2021 року Антоніадіс підписав дворічну угоду з іншим клубом з Кіпру — «Анортосісом».

## Збірна
У жовтні 2012 року Маріос Антоніадіс був вперше викликаний до розташування національної збірної Кіпру на матчі відбору до чемпіонату світу 2014 року проти Словенії та Норвегії. Але того разу футболіст на полі так і не з'явився. А дебют його у збірній відбувся через місяць у товариському матчі проти команди Фінляндії.

## Досягнення
АПОЕЛ
 Чемпіон Кіпру (6): 2008/09, 2010/11, 2012/13, 2013/14, 2014/15, 2015/16
 Переможець Кубка Кіпру (3): 2007/08, 2013/14, 2014/15
 Переможець Суперкубка Кіпру (4): 2008, 2009, 2011, 2013
АЕК (Ларнака)
 Переможець Кубка Кіпру: 2017/18